# Leucochrysa (Nodita) clystera
Leucochrysa (Nodita) clystera is een insect uit de familie van de gaasvliegen (Chrysopidae), die tot de orde netvleugeligen (Neuroptera) behoort. 
Leucochrysa (Nodita) clystera is voor het eerst wetenschappelijk beschreven door Banks in 1918.